# Politiske partier i Australien
Dette er en liste over politiske partier i Australien som har repræsentation i landets parlament. 
Australien har et flerpartisystem.
| Navn                        | Navn på Dansk              | Partiformand      | Partiformand | Politiske position | Ideologi                                            | Underhuset | Overhuset |
| --------------------------- | -------------------------- | ----------------- | ------------ | ------------------ | --------------------------------------------------- | ---------- | --------- |
| Australian Labor Party      | Australske Arbejderparti   | Anthony Albanese  |              | Centrum-venstre    | Socialdemokratisme, Socialliberalisme               | 68 / 151   | 26 / 76   |
| Liberal Party of Australia  | Australiens Liberale Parti | Scott Morrison    |              | Centrum-højre      | Liberalkonservatisme, Økonomisk liberalisme         | 60 / 151   | 31 / 76   |
| National Party of Australia | Australiens Nationalparti  | Michael McCormack |              | Centrum-højre      | Konservatisme, Agrarisme                            | 16 / 151   | 5 / 76    |
| Australian Greens           | Australske Grønne          | Adam Bandt        |              | Centrum-venstre    | Grøn ideologi                                       | 1 / 151    | 9 / 76    |
| Centre Alliance             | Centrum Alliance           | Ingen             | Ingen        | Centrum            | Socialliberalisme, Regionalisme                     | 1 / 151    | 1 / 76    |
| Katter's Australian Party   | Katters Australske Parti   | Robbie Katter     |              | Højrefløj          | Højrepopulisme, Konservatisme                       | 1 / 151    | 0 / 76    |
| United Australia Party      | Forenet Australien Parti   | Craig Kelly       |              | Højrefløj          | Højrepopulisme, Nationalisme                        | 1 / 151    | 0 / 76    |
| Pauline Hanson's One Nation | Pauline Hansons En Nation  | Pauline Hanson    |              | Højrefløj          | Nationalkonservatisme, Højrepopulisme, Nationalisme | 0 / 151    | 2 / 76    |
| Jacqui Lambie Network       | Jacqui Lambie Netværket    | Jacqui Lambie     |              | Catch-all parti    | Tasmanien regionalisme, Populisme                   | 0 / 151    | 1 / 76    |
| Rex Patrick Team            | Rex Patrick Holdet         | Rex Patrick       |              | Centrum            | Socialliberalisme                                   | 0 / 151    | 1 / 76    |